# Qinglin (sockenhuvudort i Kina, Sichuan Sheng, lat 32,78, long 106,03)
Qinglin (kinesiska: 青林) är en sockenhuvudort i Kina. Den ligger i provinsen Sichuan, i den sydvästra delen av landet, omkring 300 kilometer nordost om provinshuvudstaden Chengdu. Antalet invånare är 2 761. Befolkningen består av 1 346 kvinnor och 1 415 män. Barn under 15 år utgör 15,0 %, vuxna 15-64 år 70 %, och äldre över 65 år 13,0 %.
Runt Qinglin är det ganska tätbefolkat, med 185 invånare per kvadratkilometer. Närmaste större samhälle är Zhongzi, 9,4 km söder om Qinglin. I omgivningarna runt Qinglin växer i huvudsak blandskog.
Genomsnittlig årsnederbörd är 1 170 millimeter. Den regnigaste månaden är juli, med i genomsnitt 268 mm nederbörd, och den torraste är december, med 2 mm nederbörd.